# Phylloserica
Phylloserica är ett släkte av skalbaggar. Phylloserica ingår i familjen Melolonthidae.
Kladogram enligt Catalogue of Life:
| Phylloserica | \| \| Phylloserica amberensis \| \| \| \| \| \| Phylloserica brenskei \| \| \| \| \| \| Phylloserica candezei \| \| \| \| \| \| Phylloserica gracilis \| \| \| \| \| \| Phylloserica macrophylla \| \| \| \| \| \| Phylloserica unicolor \| \| \| \| |
|              | \| \| Phylloserica amberensis \| \| \| \| \| \| Phylloserica brenskei \| \| \| \| \| \| Phylloserica candezei \| \| \| \| \| \| Phylloserica gracilis \| \| \| \| \| \| Phylloserica macrophylla \| \| \| \| \| \| Phylloserica unicolor \| \| \| \| |
|              | Phylloserica amberensis |
|              | |
|              | Phylloserica brenskei |
|              | |
|              | Phylloserica candezei |
|              | |
|              | Phylloserica gracilis |
|              | |
|              | Phylloserica macrophylla |
|              | |
|              | Phylloserica unicolor |
|              | |